# القفل جعيمة (شبام)
'

تعديل مصدري - تعديل

القفل جعيمة هي إحدى قرى عزلة شبام بمديرية شبام التابعة لمحافظة حضرموت، بلغ تعداد سكانها 91 نسمة حسب تعداد اليمن لعام 2004.